# Corozalito
Corozalito är en ort i Mexiko.   Den ligger i kommunen Santa María Colotepec och delstaten Oaxaca, i den sydöstra delen av landet, 500 km sydost om huvudstaden Mexico City. Corozalito ligger 484 meter över havet och antalet invånare är 101.
Terrängen runt Corozalito är kuperad. Runt Corozalito är det ganska glesbefolkat, med 42 invånare per kvadratkilometer. Närmaste större samhälle är Juan Diego, 11,6 km sydväst om Corozalito. I omgivningarna runt Corozalito växer i huvudsak lövfällande lövskog.